# Mappae clavicula
(Prologo al Manoscritto di Sélestat, traduzione di P. Galloni, Il sacro artefice, Laterza 1998)
La Mappae Clavicula è una raccolta miscellanea in latino di circa 300 ricette tecniche, per la maggior parte preparazione di colori e per la metallurgia; la copia più antica risale a un periodo tra la fine dell'VIII e l'inizio del IX secolo. Costituisce uno dei più antichi ricettari che ci siano pervenuti.
Secondo alcuni, sarebbe pochi decenni precedente al ricettario "Eraclio".

## Manoscritti
Ci sono giunte tre copie complete manoscritte: la più antica è conservata a Lucca (Biblioteca Governativa, MS. 296), mentre risale al IX secolo il Codice di Sélestat (Sélestat, Alsazia, Bibliothèque Humaniste,  MS. 17); al XII secolo risale la terza copia detta anche Codice Phillipps (conservato a Corning, nello stato di New York, Corning Museum of Glass, MS. 5 - olim Phillips 3715): entrambe queste due copie più tarde includono abbondante materiale aggiuntivo. Un frammento con diciassette ricette (quattro presenti anche in quello di Lucca, il resto negli altri) è anche custodito a Klosterneuburg, nei pressi di Vienna (MS. W.8.293). Esiste anche una menzione dell'opera nel catalogo dei libri dell'Abbazia di Reichenau sul Lago di Costanza, redatto tra l'821 e l'822.

## Il titolo
La "piccola chiave della mappa" non è un titolo immediatamente comprensibile ed ha dato origine a varie ipotesi rispetto al suo significato originario. Se la chiave sottintende allo svelarsi di una conoscenza, mappa potrebbe riferirsi a quelle strisce di garza sottile imbevuta di colore che i pittori usavano per conservare i medesimi (un antesignano quindi del "tubetto", che veniva poi usato ammorbidendo il colore con pennelli bagnati). La chiave è "piccola" perché non è quella della "grandi" conoscenze, svelate solo nelle sacre scritture.
Una sagace ipotesi ha affermato che "mappa" potrebbe essere il frutto di una svista della traduzione dal greco di qualcos'altro: keiromakton (mappa) letto al posto di keirokmeton, che significa elaborazione manuale, parola già presente (al plurale) in alcuni ricettari e trattazioni di arti pratiche.

## Contenuti
Nel ricettario sono comprese circa 300 ricette, senza un preciso ordine logico, con talvolta contraddizioni e ripetizioni (per questo si è ipotizzato che la prima redazione fosse a cura di non-professionisti). Alcune sono state effettivamente usate per preparare colori, confermato dalle moderne analisi chimiche dei componenti, mentre altre sono palesemente inapplicabili. Per noi è molto difficile comprendere la commistione tra chimica e magia naturale, che all'epoca dovevano essere parte di un sapere unico e correlato.
Alcune di queste ricette sono state provate come derivanti dal papiro di Leida o quello di Stoccolma, risalenti a circa quattro secoli prima (IV secolo), ma il materiale in genere è molto disomogeneo, con influenze di molte culture diverse: greca (Dioscoride), romana (Plinio il Vecchio), bizantina, araba e britannica. Altre ricette, presenti in codici più tardi, sono mutuate dal Manoscritto di Lucca, sebbene in un ordine diverso.
Vi si trovano varie operazioni chimiche e talvolta con suggestioni più alchemiche, che riguardano la preparazione di coloranti, inchiostri per la miniatura, lacche e pigmenti vari, oltre al nucleo consistente sulla lavorazione dei metalli e altri scopi vari, come l'avvelenamento delle frecce.
Non si può parlare di vera e propria alchimia, perché il testo è completamente scevro delle concezioni filosofiche e dell'idea di perfezionamento che caratterizzano le esperienze degli antichi alchimisti, anche se alcune ricette hanno una corrispondenza quasi completa con alcuni procedimenti descritti in testi alchemici anteriori: per esempio la ricetta XX riproduce con errori di traduzione dal greco un passo di un testo tardoantico attribuito all'alchimista Mosè; quindi si può affermare che tali testi siano stati una delle fonti più dirette del ricettario.
Il tono del libro è piuttosto iniziatico, con un'introduzione nel manoscritto di Sélestat che descrive il libro come un compendio dei segreti delle sacre scritture che debbono essere custoditi il più gelosamente possibile e tramandato ai figli (o discepoli) solo quando essi siano pienamente maturi per capire il valore del testo e custodirne il segreto. Il linguaggio di quest'opera è quindi talvolta volutamente oscuro, da iniziati.
Nel manoscritto di Philipps nelle ricette dalla CXCV alla CCI contengono parole arabe dalla varia traslitterazione; nella CCXII poi, dove si descrive l'estrazione dell'alcol, esiste una vera e propria criptografia su tre parole indicate come xknk, qbsuf e tbmkt, che scrivendo la lettera che le precede nell'alfabeto (tranne la n) danno vini, parte e salis.
Talvolta nelle ricette si trovano condizioni complesse che indicano come nel tempo alcuni processi semplici venissero via via arricchiti di dettagli, anche per la convinzione teorica che a un procedimento più complesso corrispondesse un risultato migliore. Così si trovano ingredienti come l'urina (una delle rare fonti di ammoniaca) che talvolta dev'essere maschile altre femminile, altre prelevata da soggetti con i capelli rossi e così via; analogamente alcuni ingredienti devono essere recuperati durante la canicola, altri da animali sottoposti a un'alimentazione purificativa, ecc.